# E-Science
E-Science (hoặc eScience) là khoa học đòi hỏi khối lượng tính toán lớn được thực hiện trên các môi trường mạng phân tán cao hoặc khoa học sử dụng các tập dữ liệu lớn đòi hỏi grid computing; khái niệm này đôi khi bao gồm cả những công nghệ cho phép sự hợp tác phân tán như là Access Grid. Khái niệm được sáng tạo bởi John Taylor, tổng giám đốc của Văn phòng khoa học và công nghệ Vương quốc Anh năm 1999 và được sử dụng để mô tả một chiến dịch tài trợ lớn vào tháng 11 năm 2000. E-Sciences bao gồm mô phỏng xã hội, vật lý phân tử, khoa học Trái Đất và tin sinh học. Đặc biên vật lý phân tử có cơ sở hạ tầng e-Science phát triển cao do yêu cầu của nó đối với các theiets bị tính toán phù hợp với việc phân tích kết quả và lưu trữ dữ liệu từ máy gia tốc CERN, bắt đầu nhận dữ liệu từ năm 2009.